# 新特羅亞尼
45°56′30″N 28°51′16″E / 45.94167°N 28.85444°E
新特羅亞尼（烏克蘭語：Нові Трояни）是位於烏克蘭西南部的村莊，由敖德萨州博爾赫拉德區的霍羅德涅市鎮負責管轄。該村處於大卡特拉布格河畔，始建於1829年，面積3.72平方公里，海拔高度138米。